# Koson
Koson (usbekisch Koson/Косон, russisch Касан) ist eine Stadt im gleichnamigen Bezirk in der usbekischen Viloyat Qashqadaryo. Koson ist zugleich Hauptort des Bezirks Koson.
1989 lebten in der Stadt 40.700 Einwohner, 2016 waren es 68.900.

## Lage
Koson liegt im Süden Usbekistans, etwa 30 Kilometer nordwestlich von Qarshi und 140 Kilometer südlich von Samarkand. Die A 380 umfährt die Stadt nördlich. Sie führt im Süden nach Gʻuzor und im Norden bis nach Nukus. Die Grenze zu Turkmenistan liegt etwa 60 km entfernt.